# Lost Tapes
Lost Tapes è una serie televisiva di finzione andata in onda su Animal Planet. Prodotta da Go Go Luckey Entertainment, la serie racconta di filmati trovati che ritraggono incontri traumatici con creature criptozoologiche, soprannaturali, mitologiche o extraterrestri. Tra le creature mostrate nella serie vi sono il Bigfoot, il chupacabra, i vampiri, i lupi mannari e i rettiliani.
L'episodio pilota ("Chupacabra") è andato in onda su Animal Planet il 30 ottobre 2008, per Halloween, ma la serie è stata ufficialmente presentata in anteprima il 6 gennaio 2009. Animal Planet ha poi commissionato una seconda stagione, che ha debuttato il 29 settembre 2009. La terza stagione è stata presentata in anteprima il 28 settembre 2010, con episodi con creature come gli zombie e il Kraken. Lo spettacolo è andato in onda anche su Planet Green.

## Episodi
| Stagione | Stagione | Episodi | Prima TV originale | Prima TV originale |
| Stagione | Stagione | Episodi | Inizio             | Fine               |
| -------- | -------- | ------- | ------------------ | ------------------ |
|          | 1        | 14      | 30 ottobre 2008    | 17 febbraio 2009   |
|          | 2        | 10      | 29 settembre 2009  | 24 novembre 2009   |
|          | 3        | 10      | 28 settembre 2010  | 9 novembre 2010    |

## Critica
Lost Tapes ha ricevuto recensioni contrastanti dalla critica. In una recensione del DVD della prima stagione, lo scrittore di TV Squad John Scott Lewinski ha dato alla serie una recensione per lo più sfavorevole, affermando che gran parte del programma è "una vera e propria sciocchezza". Tuttavia, ha affermato che lo spettacolo ha un certo fascino per il pubblico in cerca di spavento o per "persone incredibilmente credulone"" Emily Ashby di Common Sense Media ha dato alla serie tre stelle su cinque, osservando che mentre la recitazione era "scadente", lo show nel complesso era "allo stesso tempo scintillante e agghiacciante."